# 杉並区立東田小学校
杉並区立東田小学校（すぎなみくりつひがしたしょうがっこう）は、東京都杉並区成田東1丁目にある公立小学校。

## 概要・沿革
1951年（昭和26年）に開校。2007年（平成19年）に校庭を全面芝生化した。校歌は金田一京助 作詞、高木東六 作曲。教育目標は『体力・学力の育成を通して総合的な人間力《東田力》を育成する』。標語は『心温かく夢はぐくむ』。

### 歴史
この節の出典
- 1950年（昭和25年） - 杉並区は設立を決定。
- 1951年（昭和26年）
  - 1月8日 - 設立[1]。
  - 時期不明 - 開校し、開校式挙行。開校時点の児童数は400名。
- 1954年（昭和29年）3月 - 第1回卒業式挙行。最初の卒業生は149名。
- 1965年（昭和40年） - プール完成。
- 1969年（昭和44年） - 体育館完成。
- 1979年（昭和54年） - カラーテレビ設置。
- 1981年（昭和56年） - 体育倉庫完成。
- 1984年（昭和59年） - FF暖房機設置。
- 1991年（平成3年） - 西側防球ネット完成。
- 1993年（平成5年） - コンピュータ室完成。
- 1994年（平成6年） - 体育館床改修。
- 1995年（平成7年） - 窓枠アルミ製取替完了。
- 2002年（平成14年） - チャオトープ完成。
- 2003年（平成15年） - 学校給食民間委託。
- 2005年（平成17年） - 各教室インターフォン設置、トイレ改修。
- 2007年（平成19年） - 校庭芝生化。
- 2009年（平成21年） - 校舎体育館耐震補強工事。
- 2010年（平成22年） - 開校60周年記念式典挙行。
- 2011年（平成23年） - 外壁補修工事。
- 2015年（平成27年） - 開校65周年。
- 2016年（平成28年） - 普通教室電子黒板・デジタル教科書導入。
- 2020年（令和2年） - 創立70周年記念集会開催、体育館空調設置。

## 交通アクセス
- 関東バス「中35」・「中36」・「高43」の各系統で、「成田東三丁目」停留所下車後、徒歩約3分。
  - JR東日本中央線高円寺駅（南口のりば5）から、「高43」系統に乗車。
  - JR東日本中央線・東京メトロ東西線中野駅（南口のりば5）から、「中35」・「中36」の各系統に乗車。
- 東京メトロ丸ノ内線南阿佐ケ谷駅から、徒歩約15分。